# مک‌کاولی
مک‌کاولی (انگلیسی: McCauley) شرکت هوافضای آمریکایی است، که در سال ۱۹۳۸ توسط ارنست مک‌کالی تأسیس شد.
شرکت مک‌کاولی پروپلر سیستمز یک تولیدکننده ملخ هواپیما در آمریکا است که در سال ۱۹۳۸ توسط ارنست جی. مک‌کاولی در دیتون، اوهایو تأسیس شد. طبق گزارش‌ها، در دوران اوج خود، بزرگترین تولیدکننده ملخ هواپیما در جهان، یا حداقل بزرگترین تولیدکننده ملخ‌های هوانوردی عمومی بود. دفتر مرکزی مک‌کالی در بیشتر دوران فعالیتش در دیتون یا نزدیکی آن قرار داشت. در قرن بیست و یکم، دفتر مرکزی آن به دفتر مرکزی شرکت مادر آن زمان، تکسترون اوییشن، در ویچیتا، کانزاس منتقل شد.